# Stephen Colbert
Stephen Colbert (IPA: koʊlˈbɛər), född 13 maj 1964 i Washington, D.C., är en amerikansk skådespelare, komiker, författare, TV-värd och politisk satiriker. Han blev först känd som en av de medverkande i TV-programmet The Daily Show men fick senare sin egen show, den politiskt satiriska The Colbert Report, vilken har blivit mycket populär i USA. I programmet spelar han en karikatyr av en konservativ politisk tyckare med namnet Stephen Colbert. Tidningen Time utsåg 2006 och 2012 Colbert till en av årets 100 mest inflytelserika personer.
I april 2014 blev Colbert utsedd att efterträda David Letterman som programledare för CBS Late Show with David Letterman från och med år 2015, då Letterman gått i pension. Colbert är numera värd för CBS Late Show with Stephen Colbert.

## Biografi
Colbert föddes i Washington, D.C. men växte upp i Charleston i South Carolina. Han är yngst av 11 barn i en katolsk familj. Hans far James Colbert och två av hans äldre bröder, Peter och Paul, dog i en flygolycka 11 september 1974. Efter olyckan flyttade Colbert tillsammans med sin mor Lorna Colbert och resten av familjen till förorten East Bay Street. Colbert hade vissa problem med omställningen ifrån att tidigare ha bott på landet och då han hade svårt att skaffa nya kamrater ägnade han istället mycket tid åt att läsa fantasyböcker och spela rollspel.
Colbert gick på Porter-Gaud School, som drivs av episkopalkyrkan, för att senare söka till Hampden-Sydney College och slutligen flytta till Northwestern University. Han studerade drama med inriktning mot improvisation.
Colbert är gift med Evelyn McGee-Colbert.